# Копейк (Нью-Йорк)
Копейк (англ. Copake) — місто (англ. town) в США, в окрузі Колумбія штату Нью-Йорк. Населення — 3346 осіб (2020).

## Демографія
Згідно з переписом 2010 року, у місті мешкало 3615 осіб у 1416 домогосподарствах у складі 928 родин. Було 2382 помешкання
Расовий склад населення:
| - 96,0 % — білих - 0,9 % — чорних або афроамериканців - 0,7 % — азіатів - 0,1 % — вихідців з тихоокеанських островів - 0,1 % — корінних американців |

До двох чи більше рас належало 1,4 %. Частка іспаномовних становила 3,6 % від усіх жителів.
За віковим діапазоном населення розподілялося таким чином: 19,0 % — особи молодші 18 років, 63,1 % — особи у віці 18—64 років, 17,9 % — особи у віці 65 років та старші. Медіана віку мешканця становила 45,8 року. На 100 осіб жіночої статі у місті припадало 99,2 чоловіків;  на 100 жінок у віці від 18 років та старших — 97,4 чоловіків також старших 18 років.
Середній дохід на одне домашнє господарство  становив 85 058 доларів США (медіана — 69 333), а середній дохід на одну сім'ю — 86 393 долари (медіана — 77 910). Медіана доходів становила 53 056 доларів для чоловіків та 41 532 долари для жінок. За межею бідності перебувало 12,6 % осіб, у тому числі 6,4 % дітей у віці до 18 років та 12,2 % осіб у віці 65 років та старших.
Цивільне працевлаштоване населення становило 1514 осіб. Основні галузі зайнятості: освіта, охорона здоров'я та соціальна допомога — 26,9 %, роздрібна торгівля — 16,0 %, сільське господарство, лісництво, риболовля — 8,3 %, науковці, спеціалісти, менеджери — 7,9 %.